# Čakavisch

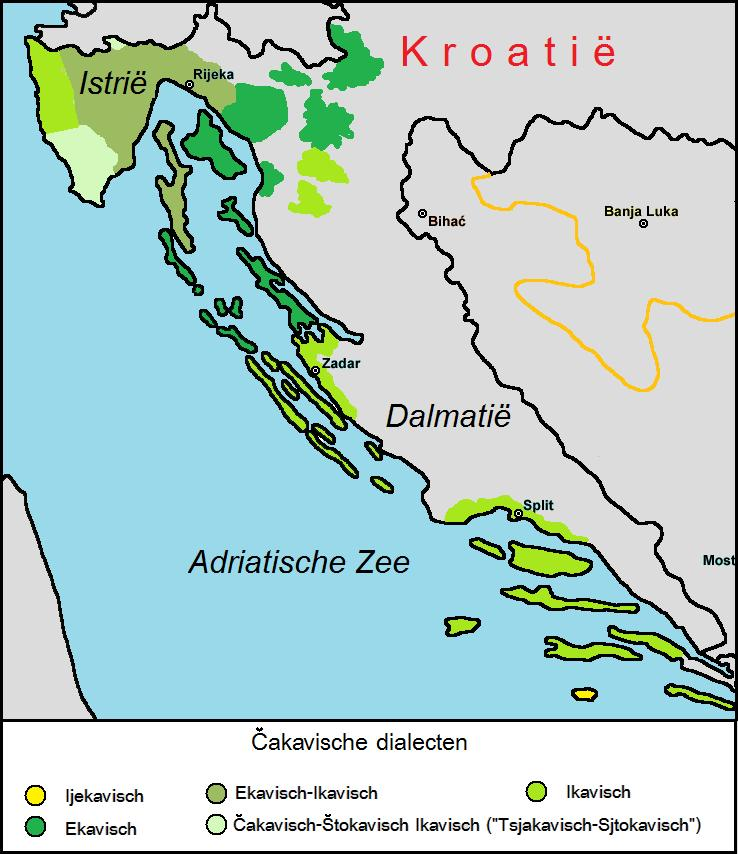
Verspreidingsgebied van de Čakavische dialecten

Čakavisch is een groep van Kroatische dialecten. De naam Čakavisch verwijst naar het vragend voornaamwoord wat?, dat in het Čakavisch ča? luidt. Het Čakavische dialectgebied strekt zich uit langs de (noordelijke) Adriatische kust van Kroatië.
Vanwege hun archaïsche accentuatie spelen Čakavische dialecten een belangrijke rol in de Slavische accentologie.
De dialecten zijn:
- buzetski
- jugozapadni istarski
- sjeverno-čakavski
- srednjočakavski
- južnočakavski
- lastovski